# Iwan Jakowlew (siatkarz)
Iwan Giennadijewicz Jakowlew (ros. Иван Геннадиевич Яковлев; ur. 17 kwietnia 1995 w Petersburgu) – rosyjski siatkarz, grający na pozycji środkowego, reprezentant Rosji.

## Sukcesy klubowe
Puchar Challenge:
- 2017
- 2016

Klubowe Mistrzostwa Świata:
- 2018

Mistrzostwo Rosji:
- 2021
- 2019

Puchar CEV:
- 2021

## Sukcesy reprezentacyjne
Mistrzostwa Świata U-23:
- 2017

Liga Narodów:
- 2019[2]

Igrzyska Olimpijskie:
- 2020

## Nagrody indywidualne
- 2017: Najlepszy środkowy Mistrzostw Świata U-23
- 2019: Najlepszy środkowy Ligi Narodów
- 2021: Najlepszy środkowy Igrzysk Olimpijskich w Tokio